# Možganski prekat
Možganski prekat ali možganski ventrikel je vsaka od štirih votlin v možganih:
- dva lateralna prekata,
- tretji prekat – votlina v diencefalonu, ki jo omejujeta talamusa in hipotalamus,
- četrti prekat – votlina v rombencefalonu med romboidno foso in malimi možgani.

Možganski prekati so izpolnjeni s možgansko-hrbtenjačno tekočino. V steni vsakega prekata je horoidni pletež (z ependimom prekrite žile možganske žilnice), ki izloča  možgansko-hrbtenjačno tekočino. Ventrikularni sestav, ki zajema štiri možganske prekate, je nadaljevanje centralnega kanala, ki vodi od hrbtenjače, kar omogoča kroženje možgansko-hrbtenjačne tekočine. Poleg prekatov je tudi centralni kanal obdan z ependimom, specializirano obliko epitelija.
Lateralna ventrikla komunicirata s tretjim prekatom preko interventrikularnega foramna, tretji in četrti ventrikel pa preko možganskega vodovoda (akvedukta).